# Венера-5
«Венера-5» — советская автоматическая межпланетная станция (АМС) для исследования планеты Венера.

## Технические данные

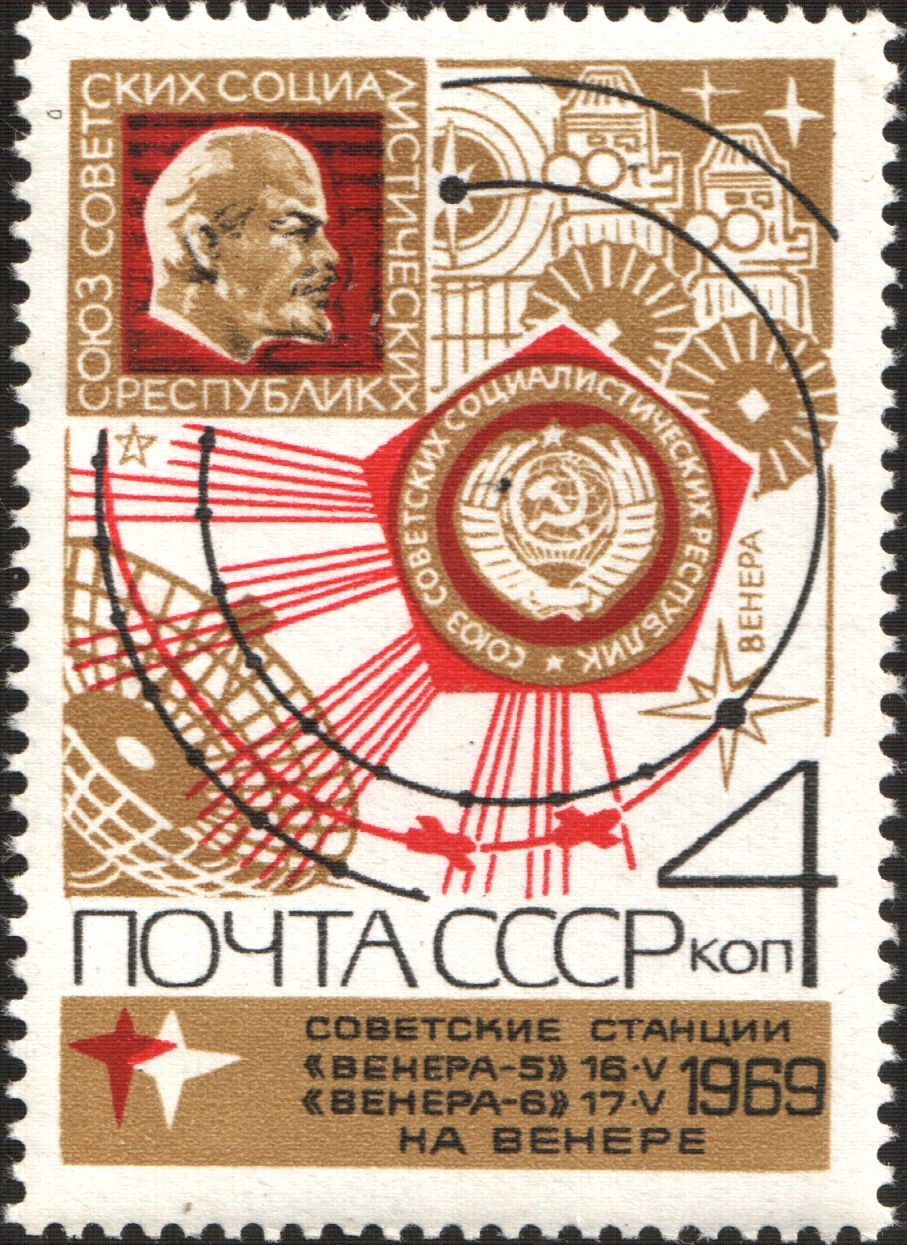
Почтовая марка СССР. 1969. «Венера-5», «Венера-6»

- Дата старта 5 января 1969 года 9 часов 28 минут 8 секунд московского времени
- Ракета-носитель: «Молния-М» с разгонным блоком ВЛ
- Масса КА: 1130 кг
- Масса спускаемого аппарата: 410 кг

АМС «Венера-5» была создана на Машиностроительном заводе имени С. А. Лавочкина. Конструкция АМС «Венера-5» была аналогична конструкции АМС «Венера-4», существенным изменениям подвергся только спускаемый аппарат.
При создании «Венеры-5» были учтены параметры атмосферы планеты Венера, которые были получены во время полёта межпланетной станции «Венеры-4». Спускаемый аппарат рассчитывался на работу при температуре до +290°C и давлении до 25 атмосфер.
Была уменьшена площадь куполов тормозного до 1,9 м² и основного до 12 м². Термостойкая ткань парашюта была рассчитана на работу при температуре свыше 500 °C.

## Цель запуска
Целью запуска автоматической станции «Венера-5» была доставка спускаемого аппарата в атмосферу планеты Венера и изучение физических параметров и химического состава атмосферы.
Это был одновременный полёт двух одинаковых по конструкции автоматических станций: «Венера-5» и «Венера-6». «Венера-5» стартовала на пять суток раньше «Венеры-6». Окрестностей планеты Венера станция «Венера-5» достигла на одни сутки раньше станции «Венера-6».

## Состав научной аппаратуры

### Орбитальный аппарат
- прибор КС-18-3М для изучения потоков космических частиц
- прибор ЛА-2У для определения распределения кислорода и водорода в атмосфере планеты

### Спускаемый аппарат
- датчики давления типа МДДА-А для измерения давления атмосферы в диапазоне от 100 до 30000 мм рт. ст. (0,13 — 40 атм)
- газоанализаторы Г-8 для определения химического состава атмосферы
- прибор ВИП для определения плотности атмосферы по высоте
- ФО-69 для измерения освещённости в атмосфере
- ИС-164Д для определения температуры атмосферы по высоте

## Полёт
«Венера-5» была запущена с космодрома Байконур 5 января 1969 года 9 часов 28 минут московского времени.
14 марта 1969 года была проведена коррекция орбиты станции, которая в это время находилась на расстоянии 15,525 млн км от Земли.  Во время перелёта были получены новые данные о структуре потоков плазмы («солнечного ветра») вблизи Венеры. 
16 мая 1969 года, через 131 сутки после старта, станция «Венера-5» достигла окрестностей планеты Венера. Вход в атмосферу планеты Венера произошёл на ночной стороне. После отделения спускаемого аппарата был раскрыт парашют. В течение спуска, который продолжался 52,5 минуты, радиовысотомер передал три значения высоты над поверхностью: 40,4, 31,9 и 23,8 км. Во время спуска проводились измерения температуры, давления, освещённости и химического состава атмосферы. Диапазон изменения температуры составил от +25 до +320 °C, а давления от 0,5 до 27 атмосфер, диапазон высот от 55 до 18 км.
Во время спуска дважды производился забор и анализ состава атмосферы. Первый раз анализ состава атмосферы производился при давлении 0,6 атмосферы и температуре около +25 °C. Второй раз — 5 атмосфер и +150 °C. Спускаемый аппарат перестал передавать информацию на Землю, когда давление достигло значения 27 атмосфер, что превышало расчётные значения для спускаемого аппарата (25 атмосфер). Это произошло на высоте 18 км над поверхностью. Анализ состава атмосферы показал, что она состоит на 97 % из углекислого газа, на 2 % из азота, не более чем 0,1 % кислорода, и незначительного количества водяного пара.